# Diptychophora desmoteria
Diptychophora desmoteria là một loài bướm đêm trong họ Crambidae.